# Abrahamia ditimena
Abrahamia ditimena is een bedektzadige plant uit de pruikenboomfamilie. De soort is endemisch op Madagaskar. De vruchten vormen een belangrijke bron van voedsel voor de vari (Varecia variegata).

## Synoniemen
- Protorhus ditimena H.Perrier
- Protorhus fulva Engl.